# Chyża (budynek)

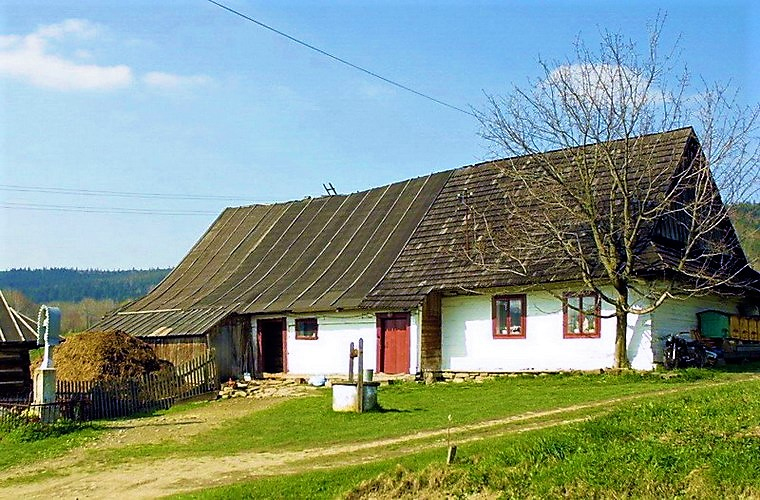
Łemkowska chyża w Nowicy

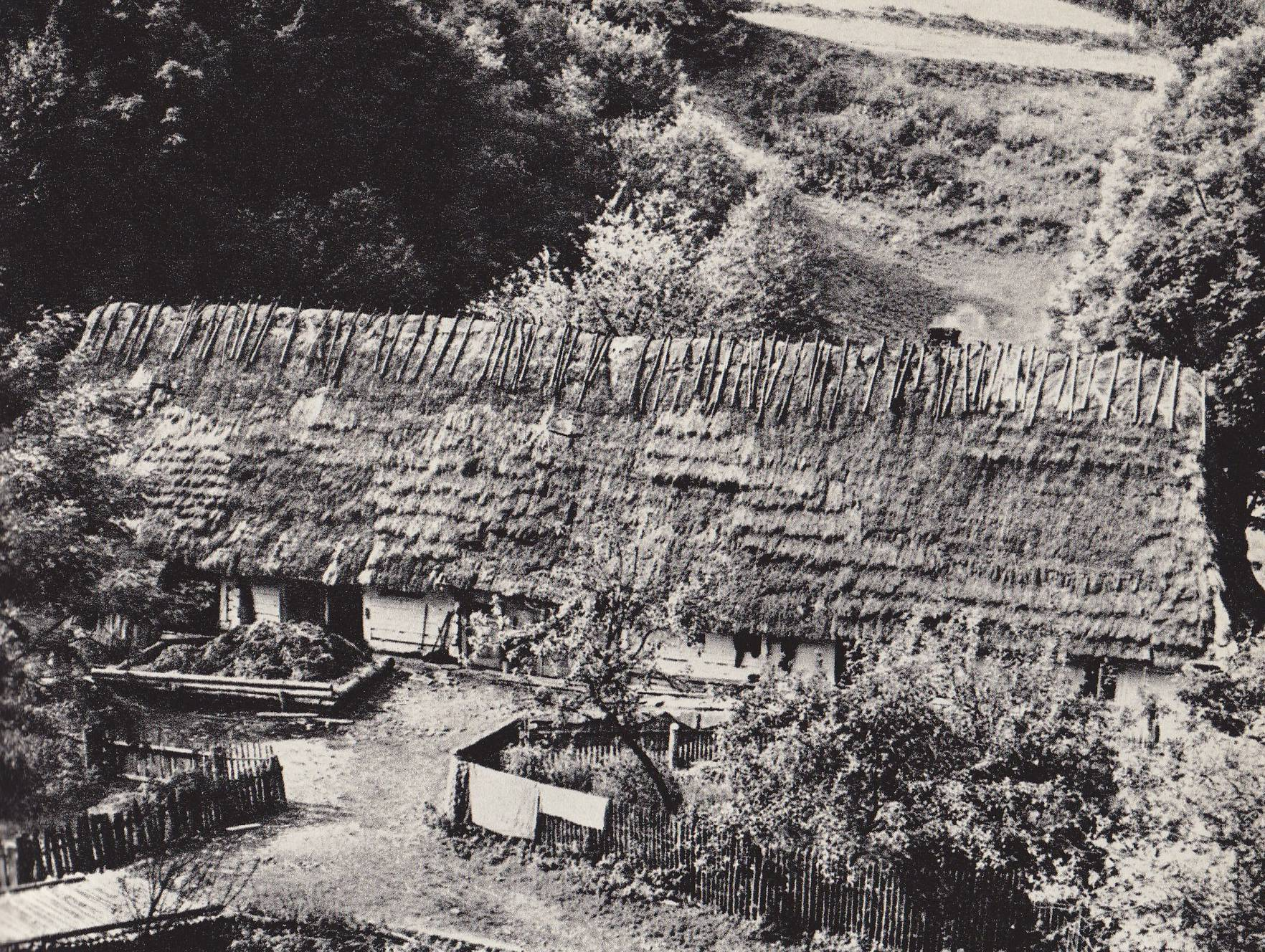
Łemkowska chyża kryta słomą w Cisnej w 1968

Chyża – drewniana zagroda jednobudynkowa, półtora- lub dwutraktowa. Pod jednym dachem mieściły się w niej pomieszczenia mieszkalne, gospodarcze i inwentarskie. Strych pełnił funkcję stodoły.
Słowo pochodzi z języków germańskich, zapożyczone zostało w okresie prasłowiańskim, stąd podobna jego forma we wszystkich językach potomnych, psł. *chyža, ros. хыжа (chyża), ukr. хижа ts., słoweń. hiša „dom”, bułg./mac. хижа (chiża) „chata”, słw. chyža „chata”, kasz. chëcza „dom”; stpol. chyża skąd: Chyżne, Chyszów (dzielnica Tarnowa, a wcześniej wieś). Niemiecki Haus i angielski house są kognatami wyrazu staropolskiego. Od tej samej starogockiej podstawy pochodzi wyraz chlew.
U Łemków budynek miał długość do 25 m i szerokość 6–7 m. Przykryty był dwuspadowym, wysokim dachem konstrukcji krokwiowej (wysokość dachu zasadniczo dwukrotnie przewyższała widoczną spod niego wysokość ścian). Dach pierwotnie pokrywano słomą, zaś w drugiej połowie XIX wieku zaczęło się pojawiać, najpierw na zachodniej Łemkowszczyźnie, pokrycie gontowe. Do budowy używano półbali, a od przełomu XIX i XX wieku również czworobocznie obciosanych belek jodłowych lub świerkowych. Stosowano konstrukcję zrębową. Dość powszechnie malowane były ściany zewnętrzne, często tylko części mieszkalnej. Nieraz zamiast malować, budynek bielono, często tylko szpary między szwałami, uprzednio wypełnione gliną.
Wzdłuż jednej lub więcej ścian biegła tzw. zachata, czyli kilkudziesięciocentymetrowy korytarz, oddzielający pomieszczenia ścianką z desek od właściwej ściany.  Oprócz funkcji komunikacyjnej zachata spełniała rolę izolacyjną. Służyła również jako skład drobniejszych przyrządów gospodarskich.
Rozmieszczenie pomieszczeń było praktycznie zawsze jednakowe. Na lewo lub prawo od dużej sieni znajdowały się pomieszczenia mieszkalne: izba (właściwa chyża), za nią alkierz. Oba ogrzewane jednym wielkim piecem (kuchnią) zajmującym do ¼ izby (na zapiecku mogły spać trzy osoby). Do połowy XIX wieku chyże były kurne, później zaczęły się pojawiać półkurne (dym odprowadzano na strych). Piece z kominami zaczęto budować dopiero po I wojnie światowej. W pomieszczeniach nie było podłogi, lecz gliniane klepisko. Okna były małe, a drzwi niskie, by utrudnić odpływ ciepłego powietrza. Na wprost sieni znajdowała się komora. W bogatszych gospodarstwach z drugiej strony sieni zdarzała się dodatkowa izba, a za nią pomieszczenie. Zasadniczo była tam jednak stajnia z oborą, a obok niej boisko (klepisko), w którym stawiano wóz i przechowywano urządzenia rolnicze. Nad boiskiem nie było stropu, wkładano tamtędy siano na strych.
Chyże Bojków miały czterospadowy dach. Układ pomieszczeń był w nich podobny, jednak często, ze względu na biedniejszy i bardziej zacofany charakter regionu, było ich mniej. Rzadko spotykało się zachatę czy dwuktraktowy układ pomieszczeń. Dłużej występowało krycie dachów słomą i piece bezkominowe.
Chyże zamieszkiwane były głównie przez Rusinów z terenów Karpat (zwłaszcza Łemków i Bojków). Od końca XVIII wieku domy o tej konstrukcji stawiane były również dla kolonistów niemieckich w Górach Sanocko-Turczańskich (miejscowości Siegenthal, Steinfels, Obersdorf). Wtórnie domostwa te zasiedlane były od XIX wieku przez Żydów, Romów i Polaków. 
W Polsce domy o tej konstrukcji można spotkać przede wszystkim w Beskidzie Niskim, występują ponadto na Słowacji i Ukrainie.